# Alaya
Alaya (geboren am 14. November 1993 in Valencia, Venezuela) ist eine venezolanische Sängerin.

## Leben
Alaya ist Mitbegründerin des ersten venezolanischen Gospelchors José María Rivolta und trat im Vorprogramm des venezolanischen Sängers Roque Valero und des US-amerikanischen Rappers BOB auf. Nach eigener Angabe sind Michael Jackson, Madonna und Jennifer López ihre Vorbilder.
In Venezuela erreichte sie größere Bekanntheit durch ihr Cover des Songs „El Perdón“ von Nicky Jam und Enrique Iglesias, welches im ersten Monat mehr als 100.000 Mal auf YouTube angesehen wurde. Mit ihrer ersten Single Bling Bling, welche Ende Oktober 2017 auf YouTube veröffentlicht wurde, erreichte sie innerhalb von 48 Stunden mehr als eine Million Aufrufe. Ihr erstes Album ALAYA erschien 2019 bei Warner Music Latina.  Im November 2018 veröffentlichte sie den Song „Tócamelo“, bei dem sie vom puerto-ricanischen Duo Zion y Lennox begleitet wurde.

## Diskografie
Studioalben
- ALAYA (Warner Music; 2019, Download)

Singles aus dem Album ALAYA
- Bling Bling (2017)
- Tócamelo. Feat. Zion & Lennox (2018)
- TBA (2019)